# Dix Jours en or
Pour plus de détails, voir Fiche technique et Distribution.
Dix Jours en or est un film français écrit et réalisé par Nicolas Brossette, sorti en 2012. Il est interprété entre autres par Franck Dubosc, Claude Rich, Marie Kremer et Rufus.
C'est le premier long métrage réalisé par Nicolas Brossette.

## Synopsis
Marc Bajau est représentant en chaussettes. Il est volage, habitué aux conquêtes d'un soir oubliées le lendemain. Un matin, il se réveille avec un enfant métis dans les bras, abandonné par son flirt de la veille : Lucas. L'enfant lui tend un papier ne contenant qu'une adresse : 5, rue du Puits, Gassin, au bord de la Méditerranée. Ne parvenant pas à retrouver sa mère, qui se révèle être une sans-papiers en cours d'expulsion, il se résout à emmener Lucas à cette adresse, chez Papa Clément. Il doit au passage continuer à visiter ses clients, harcelé par son patron sous tous les prétextes. Au cours de son périple à travers la France, il rencontre Julie, une routarde qui le catalogue immédiatement comme beauf cavaleur mais comprend peu à peu que la réalité est peut-être plus complexe et qu'il prend en stop, et Pierre, un vieux délaissé au point de tenter d'en finir en avalant du détartrant WC et qui le supplie de le conduire au bord de la mer où il emmène un mystérieux paquet. Le quatuor, égaré et en panne au propre comme au figuré, échoue au milieu de la fête d'anniversaire du paysan qui les dépanne. Tous les quatre, séparément se rendent compte que ces rencontres les ont profondément changés et leur ont redonné goût à la vie. Arrivé chez Clément, qui se révèle être le curé de Gassin et non le père de Lucas, Marc apprend que la mère de Lucas est morte noyée en tentant de passer en Angleterre. Il quitte Lucas et Clément, mais ...

## Fiche technique
- Titre original : 10 jours en or
- Réalisation : Nicolas Brossette
- Scénario : Nicolas Brossette
- Premier assistant réalisateur : Jérémie Steib
- Décors : Angelo Zamparutti et Bruno Soubrane
- Costumes : Virginie Alba
- Photographie : Benoît Chamaillard
- Son : Sophie Laloy
- Montage : Jean-François Elie
- Casting : Dorothée Chesnot
- Musique : Alain Pewzner
- Cascades : Patrick Ronchin
- Supervision musicale : Varda Kakon
- Directeur de production : Sébastien Autret
- Producteurs : Xavier Delmas et Jean-Louis Livi
- Coproducteurs : Samuel Hadida et Victor Hadida
- Sociétés de production : F comme Film, Loin Derrière l'Oural, Metropolitan Filmexport, France 3 Cinéma, Canal+, Ciné+, France Télévisions et A Plus Image 2
- Sociétés de distribution : Metropolitan Filmexport
- Pays de production :  France
- Langue originale : français
- Format : couleur — 35 mm — 2,35:1 - son Dolby numérique et DTS
- Genre : comédie dramatique, road Movie
- Durée : 95 minutes
- Date de sortie : France : 11 janvier 2012
- Budget : 6.3M d'euros[2]
- Box-office France : 101 453 entrées[3]

## Distribution
- Franck Dubosc : Marc
- Claude Rich : Pierre
- Marie Kremer : Julie
- Mathis Touré (en) : Lucas
- Rufus : Clément
- Olivier Claverie : M. Pérez
- Grégoire Oestermann : le patron de l'Hôtel Power
- Tatiana Rojo : Marie
- Stéphanie Pillonca-Kervern : Nadine
- Éric Godon : le marchand de sommeil
- Alain Payen : le fermier
- Jocelyn Caron : le fils du fermier
- Vincent Demoury : l'interne à l'hôpital de Dijon
- Sabine Moindrot  : la jolie cliente à Dijon
- Marie-Julie Baup : la vendeuse de la boutique Man
- Patrice Le Mehauté  : l'employé de la station-service
- Sébastien Bihi : le chef pompier
- Frédéric Gorny : le pompier
- Alain Buron : le chef de rayon du supermarché
- Laurent Mendy : Souleyman
- Paul-Antoine Chenoz  : le vendeur du supermarché
- David Salles  : le conducteur énervé
- Clio Baran : l'infirmière à l'hôpital de Dijon
- Maëlie Laventure : la petite fille à l'hôpital de Dijon
- Zohra Benali : la gouvernante du Père Clément
- Cécile Dufraisse : la fermière
- Annik Riquet : la mère du fermier
- Patricia Loison : la journaliste Soir 3
- Bruno Versaille : le réceptionniste de l'hôtel de Dijon
- Sébastien Autret : CRS descente 1
- Jérémie Steib : CRS descente 2
- Françoise Guiol : Sylvie
- Gabriel Hilaire : doublure de Lucas
- Anne-Gaëlle Jourdain : doublure de Julie

## Autour du film
- Film sélectionné pour "France Odéon, Festival de Cinéma français", Florence, 2011
- Lieux de tournage[4] : 
  - Dijon : Hôpital Général
  - Var : golfe de Saint-Tropez, Cavalaire-sur-Mer, Gassin et Ramatuelle
  - Paris : 8e arrondissement (rue François 1er - Hôtel Power)
  - région Île-de-France : Ivry-sur-Seine et Créteil (94), Montereau-sur-le-Jard (77), Bièvres et Breuillet (91)

## Accueil
10 jours en or a rassemblé 101 453 entrées en France, ce qui est certes loin des succès commerciaux des Camping. Sur Allociné, il recueille une note spectateurs de 2,6/5.

La critique n'est pas réellement enthousiasmée par le film (note Allociné : 2,4/5). mais salue la capacité de Frank Dubosc à prendre enfin en charge un rôle sérieux et nuancé, de même que le talent des autres acteurs :

« Depuis le temps que l'on attendait de découvrir Dubosc dans un registre "sérieux", nous voilà exaucés avec ce road-movie initiatique à la croisée du délicat "Papa", avec Alain Chabat, et de "In the Air", avec George Clooney. »

— Julien Barcillon / Télé7jours

« Avec Dix Jours en or, son premier long métrage, c'est à une grande promenade que nous invite Nicolas Brossette. Au départ, une corvée, la quête un peu abracadabrante de Marc Bajau (Franck Dubosc), cadre sans méchanceté et sans humour, qui se retrouve flanqué d'un enfant de six ans dont la mère a été reconduite à la frontière. Bajau supporte mal les enfants, ne sait pas faire, rend totalement les armes au premier cri. Et le voici contraint de promener le petit Lucas sur les routes dont il a fait son métier - il est représentant d'une marque de chaussettes (...) Il reste de difficile de voir en ces Dix Jours en or autre chose que ce qu'ils semblaient être : cette chance de se montrer autrement que Franck Dubosc ne semblait plus attendre, tant le cinéma français rechignait à la lui offrir. Il n'aurait pu la prendre plus au sérieux. Au diable les simagrées, la démarche balourde, l'œil bleu écarquillé : l'homme prend entièrement le contrôle de lui-même. Epurée de ses éclats goguenards, la voix, surtout, surprend.
Pour artificiels qu'en soient parfois les fruits, la concentration un peu hargneuse de Dubosc révèle un profond désir d'enterrer sous le sable l'énergumène allergène de Camping et consorts. Plus encore, elle montre une rare détermination à porter par lui-même un film qui ne se tient pas.
Maladroits et crispés sur leur rite de passage, ces Dix Jours en or sont encore loin de toute révélation, mais donnent sans conteste envie de rendre à l'acteur une confiance que l'on n'avait jamais été tenté de lui faire. »

— Noémie Luciani / Le Monde

« Franck Dubosc dans un rôle sérieux au cinoche ? Oui c'est possible. Patrick Chirac a troqué sa Renault 21 bleu flashy et son maillot de bain moule-burnes assorti pour une berline et un costard trois pièces. Exit le gentil beauf chômeur et dragueur, place au représentant de commerce surchargé célibataire et séduisant. Un virage dans la carrière ciné de Dubosc ? Possible. Peut-être le showman a-t-il décidé de laisser derrière lui ses fameuses années « loose » autobiographiques qui ont servi à plusieurs de ses sketches sur scène pour se pencher sur des projets plus proches de ses récents changements de vie privée (le comédien s'est marié en 2009 et est père d'un petit garçon depuis 2010).
Quoi qu'il en soit, ce sont bel et bien de telles interrogations autour du noyau familial qui sont au cœur de ce joli petit road movie au cours duquel Marc (Frank Dubosc) va croiser des individus à différents stades de leur vie. Et si le duo que forme Dubosc avec le gamin, fils d'une mère en situation irrégulière, ne sera pas, par moments, sans rappeler l'excellentissime As des as de Gérard Oury où Bébel venait en aide à un enfant juif en pleine Allemagne hitlérienne, les autres rencontres ne sont pas piquées des hannetons : la charmante Marie Kremer (que les amateurs du petit écran ont pu voir dans la remarquable série Un village français) en jeune femme en froid avec ses proches, Claude Rich (que l'on ne présente plus) en vieillard mi-jovial mi-dépressif qui ne se remet pas du départ de sa femme ou encore cette famille d'agriculteurs unie et accueillante qui va venir en aide à notre équipée au terme de leurs pérégrinations.
De là à dire que la chaleur familiale se trouverait au cœur de la France rurale, il n'y a qu'un pas. Toujours est-il que Dix Jours en or cible bel et bien un public très « populaire », loin d'un certain intelligentsia cinéphilique citadin mais sans pour autant sombrer dans la beauferie d'un Camping. Soit une jolie petite comédie drôle et touchante à la fois qui permet à Franck Dubosc de prouver qu'il sait jouer autre chose que les amuseurs de foule. »

— Stéphane Argentin / Ecranlarge.com

« Cette fable humaniste offre son  premier rôle dramatique à Franck Dubosc, qui met plein de bonne volonté à incarner ce VRP au grand cœur. Malgré de louables intentions, ce road movie manque d’enjeu et cède à tous les clichés, surlignés par des dialogues démonstratifs. »

— S.B., Le Journal du dimanche, 8 janvier 2012